# ألبرت روس تيلي
ألبرت روس تيلي هو جراح تجميل ‏ كندي، ولد في 24 نوفمبر 1904 في Bowmanville ‏ في كندا، وتوفي في 19 أبريل 1988 في تورونتو في كندا.